# Socialist Party of Ireland
Die Socialist Party of Ireland (SPI, irisch: Cumann Sóisialachais na hÉireann) war eine kleine linksgerichtete Partei der Republik Irland, die von 1971 bis 1980 existierte. Das Hauptquartier der Partei war in der 23 Parliament Street, Dublin 2.

## Geschichte
Die Partei wurde von ehemaligen Mitgliedern der Communist Party of Ireland am 13. Dezember 1971 in Dublin gegründet und veröffentlichte ihr politisches Manifest am 19. Januar 1972. Die Partei sah sich selbst als marxistisch-leninistische Alternative zur Communist Party, die sie wegen ihrer „verzerrten Philosophie, ungeordneten Strukturen sowie mangelnder Disziplin und Einheit“ kritisierten. Im Gegensatz zur Communist Party lehnte die Socialist Party die Politik der Official Sinn Féin ab, in der man eine Mixtur von Kleinbürgerlichen, Radikalen, Nationalisten und Ultra-Linken sah. Die Socialist Party unterstützte die Kommunistische Partei der Sowjetunion sowie die Moskauer Erklärung von 1969.
Der erste Nationale Kongress der Partei fand am 1. und 2. Dezember 1973 in Dublin statt. Der Kongress wählte ein Zentralkomitee, welches aus folgenden sieben Mitgliedern bestand: Fergus Brogan, Desmond Hughes, Deirdre Uí Bhrógáin, Éamonn Ó Fearghail, Seamus Ó Reachtagáin und Fergus Quinlan.
In den späten 1970er Jahren begann die Partei mit ähnlich gesinnten Gruppierungen, wie der British and Irish Communist Organisation, Gespräche über einen Zusammenschluss. Schließlich verschmolz die Socialist Party mit der Democratic Socialist Party von Jim Kemmy.
Während ihres Parteilebens war die Socialist Party of Ireland sehr aktiv mit Kampagnen zur Legalisierung der Scheidung, Empfängnisverhütung, Abtreibung und vor allem gegen den Nationalismus der Provisorischen IRA. Weiterhin erkannte die Partei Nordirland als Teil des Vereinigten Königreichs an.
Einige Parteimitglieder traten während dieser Zeit als unabhängige Kandidaten bei den irischen Unterhauswahl an; am erfolgreichsten war Eamonn O’Brien aus Ballymun, der 1977 im Wahlkreis Dublin County North mehr als 6 % erreichte.

## Veröffentlichungen
Die Zeitschriften Vanguard und Advance der Partei setzten mit modernem Layout und hochqualitativen Fotos einen neuen Standard bei linksgerichteten Publikationen.

### Zeitschriften
- Vanguard, 1971–1974.
- Advance, 1975.

### Bücher / Pamphlets
- Ireland into slavery: the Common Market threat, Dublin, 1972, ISBN 0-904185-00-1.
- The Socialist future. Programme of the Socialist Party of Ireland. Adopted by the 1st National Congress 1-2 December 1973, Dublin, 1974.
- Songs of the workers, Dublin, 1975.
- The two states theory, Dublin: Advance, 1978.